# Noriko Aoyama
Noriko Aoyama (青山倫子?, Aoyama Noriko; Chiba, 29 dicembre 1978) è un'attrice giapponese.
Iniziò la sua carriera lavorando principalmente come interprete dividendosi spesso tra cinema e TV. Tra i suoi ruoli di maggior rilievo
si può citare Haruka Yamano in Paranormal Activity: Tokyo Night.

## Filmografia

### Cinema
- Judas (2013)
- Paranormal Activity: Tokyo Night (2010)
- Nekonade (2008)
- It's a New Day (2007)
- Love Psycho (2006)

### Dorama
- Beginners! (TBS, 2012)
- Omoni Naitemasu (Fuji TV, 2012)
- Legal High (Fuji TV, 2012, episodio 6)
- Zenkai Girl (Fuji TV, 2011)
- Salaryman Kintaro 2 (TV Asahi, 2010)
- Inpei Shirei (WOWOW, 2009)
- LOVE GAME (NTV, 2009, episodio 6)
- Honjitsu mo Hare. Ijo Nashi (TBS, 2009)
- Salaryman Kintaro (TV Asahi, 2008)
- Tokugawa Fuunroku (TV Tokyo, 2008)
- Otoko no Kosodate (TV Asahi, 2007)
- Nogaremono Orin (TV Tokyo, 2006)
- Fukigen na Gene (Fuji TV, 2005)
- Tokyo Wankei (Fuji TV, 2004, episodio 4)
- Beginner (Fuji TV, 2003, episodio 6)